# Łany Wybranieckie
Łany Wybranieckie – część wsi Bieganowo w Polsce, położona w województwie kujawsko-pomorskim, w powiecie radziejowskim, w gminie Radziejów.
W latach 1975–1998 Łany Wybranieckie administracyjnie należały do województwa włocławskiego.